# Sansha
Sansha é uma prefeitura com nível de cidade criada pela República Popular da China. A prefeitura está incluída na província de Ainão e inclui três arquipélagos em disputa no Mar do Sul da China. A nova prefeitura abrange áreas reivindicadas pela China, Taiwan, Filipinas, Malásia e Vietnã. Com esta nova prefeitura a China declarou oficialmente deter a soberania territorial sobre toda a área, algo que de facto não exerce.